# Nógrádsipek
Nógrádsipek – wieś i gmina w północnej części Węgier, w pobliżu miasta Szécsény. Miejscowość leży na obszarze Średniogórza Północnowęgierskiego, w pobliżu granicy ze Słowacją. Administracyjnie należy do powiatu Szécsény, wchodzącego w skład komitatu Nógrád.
W pobliżu osady znajdują się pozostałości XIII-wiecznego zamku.
Gmina Nógrádsipek liczy 667 mieszkańców (2009) i zajmuje obszar 20,12 km².